# M6 Kid
M6 Kid est une émission de télévision française pour la jeunesse diffusée sur la chaîne nationale M6 depuis le 31 août 1992.

## Histoire
Après avoir abandonné son émission jeunesse Graffi'6, lancée en 1987, M6 revient dans la course après le dépôt de bilan de La Cinq. M6 Kid démarre sous l'impulsion de Xavier Couture, lui-même responsable des programmes jeunesse de La Cinq de 1991 à 1992, et les premiers dessins animés inédits de l'émission sont des coproductions initiées par La Cinq. Ainsi sont diffusés : Bucky O'Hare, La Petite Boutique, Barnyard Commandos, et Draculito, mon saigneur. Seul Bucky O'Hare avait été partiellement diffusé du temps de La Cinq. L'émission diffuse aussi des dessins-animés japonais ou américains issus du catalogue de Berlusconi, qui auraient été diffusés sur La Cinq si la chaîne avait survécu : Graine de Champion, Cascadogs, Prostars, ou Hammerman (ces 2 derniers étant coproduits par DiC, Reteitalia, et Telecinco).
Au départ, en 1992, l'émission était diffusée les mercredi et samedi matin, et en quotidienne durant les vacances scolaires, lors de la première année. Quant à la marionnette Kidiniou, elle est abandonnée après une seule saison.
Puis, dès septembre 1993 l'émission du mercredi est diffusée l'après-midi, en concurrence frontale avec Le Club Dorothée. L'émission est entrecoupée de nombreuses rubriques.
En 2000, l'émission Kid et Compagnie prend la place en quotidienne de l'émission Les bédés de M6 Kid  qui diffusait des séries issues de bandes dessinées.
En 2000, l'émission était diffusée en quotidienne avec Kid et Compagnie, mais également à différents cases hebdomadaires (le mercredi matin, occupé par Disney Kid, le mercredi après-midi, le samedi matin vers 7 h et le dimanche vers 9h30). L'émission était remplie de rubriques. En 2004, M6 Kid récupère la case du mercredi matin. Cette même année, elle délaisse celle de l'après-midi. L'année suivante, la case du mercredi est reléguée vers 7 heures.
Durant les années 2000, l'émission participe à la popularisation des animes Yu-Gi-Oh! et Sakura.
La seconde moitié des années 2000 marque de profonds changements au sein de l'émission. D'abord, la mise en place d'un nouvel habillage en 2006, l'abandon progressif des rubriques (à l'exception de Kid et toi) et des animateurs en 2008. Une voix off prendra ensuite le relais. Cette même année, l'émission passe en quotidienne comme à des débuts, devenant un bloc de dessins animés.
Petit à petit, l'émission délaisse ses cases hebdomadaires. En mars 2011, la case du dimanche matin disparaît. Celle du samedi n’apparaît plus en 2014. Depuis septembre 2023, M6 Kid est diffusé exclusivement le weekend de 6h à 7h45 et seulement le dimanche pendant les grandes vacances. Depuis l'été 2024, la tranche du dimanche est raccourci pour prendre fin à 6h50.[réf. souhaitée]

### Habillages
- L'habillage de 2001 à 2005 suit une balle qui change de trajectoire comme au flipper. Ce générique a été adapté dans toutes les déclinaisons, ainsi que dans Disney Kid.
- Le générique de 2006 suit un immeuble qui se constitue petit à petit avec des écrans montrant les séries diffusés dans l'émission.
- En 2011, M6 Kid adopte un nouvel habillage. La musique utilisée est la même que la précédente.
- Le 3 janvier 2022, M6 Kid adopte un nouvel habillage, plus coloré que celui de 2011.

## Identité visuelle (logo)

Logo de M6 Kid de 2011 à 2021
Logo de M6 Kid depuis le 3 janvier 2022

## Diffusion
L'émission est diffusée le samedi de 6 h à 7 h 45 et le dimanche de 6 h à 6 h 50.
Durant l'été, elle n'est diffusée que le dimanche de 6h à 6h50.

## Présentation
- 1992-1993 : Amanda Mac Lane[8], Paul Grandpascal (Pascal Tourain) et Kidiniou (la marionnette)
- 1993-1994 : Caroline Avon et Paul Grandpascal (Pascal Tourain)
- 1994-1996 : Caroline Avon
- 1996-2001 : Nathalie Vincent
- 2001-2004 : Karine Lima
- 2004-2005 : Karine Lima et Lucky[9]
- 2005-2006 : Audrey Sarrat et Lucky[9]
- 2006-2007 : Maeva Berthelot[10] et Lucky[11],[12]
- 2007-2008 : Lucky[13]

## Séries d'animation

### Actuelle programmation
- Les Aventures de Paddington
- Pirate Academy
- Jamie a des tentacules !
- Hello Kitty: Super Style!
- Zig et Sharko

### Ancienne programmation
- 20 000 lieues dans l'espace
- Ace Ventura
- Achille Talon
- Air Academy
- Allez raconte !
- Alvinnn !!! et les Chipmunks
- Animal Atlas
- Archie, mystères et compagnie
- Atomic Betty
- Aux frontières de l'étrange
- Avez-vous déjà vu..?
- Baby Shark : l'aventure sous l'eau
- Bakugan
- Barbapapa
- Barnyard Commandos
- Baskup - Tony Parker
- Battle B-Daman
- Beetlejuice
- Belle et Sébastien
- Bernard
- Blake et Mortimer
- Blaze et les Monster Machines
- Bobobobs
- Bratz
- Bucky O'Hare... contre les Krapos !
- Cadillacs et Dinosaures
- Capitaine Planète
- Cartouche, prince des faubourgs
- Cascadogs
- Chadébloc
- Charlotte aux fraises
- Chico Chica Boumba Pepper School
- Christophe Colomb
- Chocotte minute
- Clémentine
- Cobra
- Comte Mordicus
- Conan l'Aventurier
- Cosmic Robbie
- Crypte Show
- Creepy Crawlers
- Danny Fantôme
- Davy Crockett
- Denver, le dernier dinosaure
- Diabolik, sur les traces de la panthère
- Docteur La Peluche
- Dora l'exploratrice
- Doraemon (1979)
- Draculito, mon saigneur
- Duel Masters
- Émile et Mila
- En grande forme
- Enigma
- Évolution
- Franky Snow
- Frog et Fou Furet
- Funky Cops
- Gadget Boy
- Geronimo Stilton
- Gadget et les Gadgetinis
- Gormiti
- Graine de champion
- Grisù le petit dragon
- Godzilla
- Hammerman
- Highlander
- Hurricanes
- Idéfix et les Irréductibles
- Iznogoud
- Jenny Robot
- K3
- Kid Lucky
- Kid Paddle
- Kirby
- Kong
- Lanfeust Quest
- La Famille Chat
- La Famille Delajungle
- La Guerre des tomates
- Les Faucons de l'orage
- La Momie
- La Petite Boutique
- La petite Patrouille
- Le Laboratoire de Dexter
- Le Manège enchanté
- Le Monde selon Kev
- Le Monde fou de Tex Avery
- Le Petit Nicolas
- Le Petit Nicolas : Tous en vacances
- Le Petit Spirou
- Le Tour du monde en 80 jours
- Les 4 Fantastiques
- Les Aventures de Tintin
- Les Blagues de Toto
- Les Entrechats
- Les filles de Dad
- Les Fils de Rome
- Les Incorruptibles d'Elliot Mouse
- Les Marchiens
- Les Minipouss
- Les Nouvelles Aventures de l'Homme Invisible
- Les Nouvelles Aventures du vilain petit canard
- Les P'tits Cuistots
- Les P'tits Diables
- Les Rock'Amis
- Les Schtroumpfs
- Les Sisters
- Les Souvenirs de Mamette
- Les Supers Nanas
- Les Voyages de Corentin
- Les Weekenders
- Les Zooriginaux
- L'Odyssée
- Lou !
- Malo Korrigan
- Manger bouger dormir
- Martine
- Mary-Kate et Ashley
- Martin Mystère
- Matt et les Monstres
- Maxie
- Mighty Max
- Mirmo
- Men in Black
- Moi Renart
- Moi Willy, fils de rock star
- Monster Allergy
- Myo & Ga
- Nadja
- Ned et son triton
- New Kids on the Block
- Nez de Fer, le chevalier mystère
- Pat et Mat
- Paz le pingouin
- La Petite Taupe
- Peter Pan
- Petronix : Les défenseurs des animaux
- Phinéas et Ferb
- Planet Sheen
- Pocoyo
- Pokémon
- La porte de piège
- Pop Secret
- Presto ! le Manoir Magique
- ProStars
- Pingu
- Rahan, fils des âges farouches
- RoboCop : Alpha Commando
- Robin des Bois Junior
- Rock amis
- Rusty le robot
- Sacrés Dragons
- Sakura, Chasseuse de cartes
- Sammy & Co
- Samouraï Pizza Cats
- La Sagesse des gnomes
- Sly Raccoon
- Sonic le hérisson
- Spectacular Spider-Man
- Spirou et Fantasio
- Stargate, le dessin animé
- Star Wars: The Clone Wars
- Super Mario Bros. (série télévisée d'animation)
- Tara Duncan
- Teen Titans : Les Jeunes Titans
- The Mask, la série animée
- Tony et Alberto
- Tortues Ninja : Les Chevaliers d'écaille
- Transformers Armada
- Vinz et Lou
- Wallace & Gromit
- Wayside
- Wheel Squad
- Yu-Gi-Oh !
- Zap Collège
- Zentrix

## Déclinaisons

### Kid et toi
Kid et toi est un programme court diffusé dans M6 Kid depuis le 10 janvier 2007 le mercredi matin. Chaque numéro aborde un sujet sous la forme d'une question et y répond sous la forme d'un reportage.
Depuis le 31 mars 2012, l'émission est traduite en langues des signes.

### Déclinaisons saisonnières
Durant les vacances scolaires, des déclinaisons étaient diffusées en complément de M6 Kid.
- Kiditrouille : pendant les vacances de la Toussaint (de 2001[16],[17] à 2009[18]).
- Kidinoël : pendant les vacances de Noël[19].
- Kidineige : pendant les vacances d'hiver[20].
- Kidipâques : pendant les vacances de printemps[21].
- Kid été : pendant les grandes vacances.

### Les bédés de M6 Kid
Les bédés de M6 Kid était une émission jeunesse diffusée du 11 octobre 1999 au 25 février 2000. Elle était diffusée les lundis, mardis, jeudis et vendredis après-midi. Les programmes diffusés étaient des séries adaptées de bandes dessinées.

### Kid et Compagnie
Kid et compagnie (également surnommée Kid & Co) était une émission jeunesse diffusée de 2000 à 2003.
Elle était diffusée les lundis, mardis, jeudis et vendredis après-midi du 2 octobre 2000 au 22 décembre 2000 et présentée par le personnage de la série éponyme Achille Talon.
L'émission revient du 4 septembre 2002 au 17 décembre 2003 tous les mercredis matins vers 10 h et présentée par Karine Lima.

### Kid Machine
Kid Machine était une émission jeunesse diffusée en 2003 un après-midi sur deux le mercredi. Entre les dessins animés, des chanteurs venaient interpréter des morceaux de variétés.

## Le site internet
Le site internet est un site où l'on peut créer son avatar, ou l'on peut voir des vidéos, des jeux et des ateliers.
Début 2016, le plan du site change et est intégrée au site de 6play.